# Batalha de Ramla (1101)
A primeira Batalha de Ramla (ou Ramleh) teve lugar a 7 de Setembro de 1101 entre os Cruzados do Reino de Jerusalém e o Califado Fatímida.
Os egípcios eram liderados por Saad el-Dawleh, enquanto que os Cruzados estavam sob o comando do Rei Balduíno I, com apenas 260 cavaleiros e 900 soldados a pé. Balduíno dividiu as suas forças em seis divisões para enfrentar as forças egípcias de cerca de 10000 homens. As primeiras duas divisões dos cruzados foram completamente eliminadas no ataque inicial, e a terceira foi perseguida, Balduíno ordenou um contra-taque e conseguiu com que as forças egípcias retirassem. Após uma perseguição aos Fatímidas que fugiam até Ascalão, Balduíno regressou ao acampamento egípcio para saqueá-lo.

## Exércitos fatímidas
Os exércitos egípcios da época eram maioritariamente compostos por arqueiros sudaneses apoiados por cavalaria Berber e Árabe. Como os arqueiros estavam a pé e os cavaleiros esperavam ataques com lanças e espadas, um exército egípcio providenciava a imobilidade adequada à cavalaria pesada Franca. Exceto pela terceira batalha de Ramla em 1105, quando Toghtekin de Damascus enviou um contingente de turcos para ajudar os egípcios, os fatímidas não usaram arqueiros a cavalo.
Os Cruzados desenvolveram um respeito saudável pelas táticas dos arqueiros a cavalo turcos. Mas tendiam a descurar a eficácia dos exércitos egípcios. Apesar do excesso de confiança ter levado a um desastre para os Cruzados na segunda batalha de Ramla, o resultado mais frequente era a derrota dos fatímidas. "Os Francos nunca, até ao reinado de Saladino, recearam os Egípcios como aos exércitos muçulmanos da Síria e Mesopotâmia."